# عابد تپه
عابد تپه مربوط به دوره ساسانیان است و در شهرستان زنجان، بخش مرکزی، روستای قینرجه واقع شده و این اثر در تاریخ ۱۴ مرداد ۱۳۸۲ با شمارهٔ ثبت ۹۴۴۴ به‌عنوان یکی از آثار ملی ایران به ثبت رسیده است.